# Ascostratum insigne
Ascostratum insigne är en svampart som beskrevs av Syd. & P. Syd. 1912. Ascostratum insigne ingår i släktet Ascostratum, klassen Dothideomycetes, divisionen sporsäcksvampar och riket svampar.   Inga underarter finns listade i Catalogue of Life.